# Элкок, Энсил
Энсил Элкок (англ. Ansil Elcock; 17 марта 1969, Порт-оф-Спейн) — тринидадский футболист.

## Карьера
Энсил Элкок начал карьеру на родине в молодёжном клубе «Сент-Огастин», затем в 1985 году он перешёл в клуб «Мальта Кариб Элконс», в составе которого выступал на протяжении 9 лет. В 1997 году Элкок перешёл в американский клуб лиги MLS «Коламбус Крю». За «Коламбус» Элкок провёл 5 сезонов, сыграв 130 матчей и забив 7 голов. Затем тринидадец вернулся на родину, где выступал за клубы «Сан-Хуан Джаблоти», «Норт-Ист Старз» и «Тобаго Юнайтед».
В сборной Тринидада Элкок играл 10 лет, он дебютировал в команде 17 апреля 1994 года в матче против Мартиники на Карибском кубке, а последнюю, из 69 матчей за сборную, Элкок провёл 12 февраля 2004 года против Бермуд.

## Достижения
- Обладатель Кубка США: 1998